# Death Machine
Pour plus de détails, voir Fiche technique et Distribution.
Death Machine est un film britannique réalisé par Stephen Norrington, sorti en 1994.

## Synopsis
Après s'être fait licencier par la Chaank Industries à la suite de l'échec de son projet de soldat cybernétique, l'ingénieur Jack Dante décide de se venger en lâchant dans les locaux de l'entreprise un robot géant programmé pour repérer puis éliminer ses cibles en fonction de leur degré de peur.

## Fiche technique
- Titre : Death Machine
- Titre québécois : Cyber connections
- Réalisation : Stephen Norrington
- Scénario : Stephen Norrington
- Production : Dominic Anciano, Jim Beach, Ray Burdis, Nigel Green et Teruhiko Noguchi
- Musique : Crispin Merrell
- Photographie : John de Borman
- Montage : Paul Endacott
- Décors : Chris Edwards
- Costumes : Stephanie Collie
- Pays d'origine : Royaume-Uni
- Format : Couleurs - 2,35:1 - Dolby Surround - 35 mm
- Genre : Action, science-fiction
- Durée : 120 minutes
- Date de sortie : 4 février 1994 (Royaume-Uni)

## Distribution
- Brad Dourif : Jack Dante
- Ely Pouget : Hayden Cale
- William Hootkins : John Carpenter
- John Sharian : Sam Raimi
- Martin McDougall : Yutani
- Andreas Wisniewski : Weyland
- Richard Brake : Scott Ridley
- Alex Brooks : le shérif Dickson
- Stuart St. Paul : Glitching Hardman
- Jackie Sawiris : la serveuse
- Annemarie Zola : une manifestante
- Julie Cox : une manifestante
- Kathleen Tessaro : un reporter
- Ronald Fernee : un reporter
- Lesley Lyon : un reporter

## Autour du film
- Le tournage s'est déroulé à Londres et Los Angeles, ainsi qu'aux studios Pinewood.
- Les personnages de Sam Raimi et John Carpenter font référence aux réalisateurs du même nom, tandis que Jack Dante et Scott Ridley font quant à eux référence à Joe Dante et Ridley Scott. Enfin, Weyland et Yutani renvoient à la mégacorporation Weyland-Yutani, armateur du Nostromo dans Alien (1979), réalisé par ce même Ridley Scott.
- À noter, une petite apparition de l'actrice Rachel Weisz dans le rôle d'un cadre moyen.

## Distinctions
- Prix des meilleurs effets spéciaux lors du Fantafestival en 1995.